# Michael Gilday
Michael Gilday (né le 5 janvier 1987) est un patineur de vitesse sur piste courte canadien.

## Carrière
Il rate les qualifications des Jeux olympiques de Vancouver d'un dixième de seconde sur une distance. Au sein du relais masculin, il remporte les Championnats du monde de 2011 et 2013.
Il participe ensuite aux Jeux olympiques de Sotchi, en 2014, au 1500 mètres et au relais masculin. Il est disqualifié en demi-finales au 1500 mètres, arrivant dix-septième, et finit sixième au sein de son équipe au relais masculin. 
Après ces Jeux olympiques, il arrête sa carrière sportive.